# Kostanjevec
Kostanjevec este o localitate din comuna Slovenska Bistrica, Slovenia, cu o populație de 286 de locuitori.